# Purana Task Force
L'operazione Purana, che prendeva il nome dalla Purana Task Force, un'unità investigativa della polizia incaricata delle indagini sugli omicidi della guerra di mafia di Melbourne durante i primi anni 2000, fu un'operazione antimafia della polizia australiana dei primi anni 2000. Costituita nel 2003 da Christine Nixon, capo della polizia di Victoria, inizialmente poco operativa per timore di ripercussioni sul personale incaricato delle investigazioni, in seguito otterrà molto successo sia nel campo investigativo che in quello degli arresti. Nel 2008, a seguito degli arresti di mandanti ed esecutori di parte degli omicidi, la task force è stata ampliata.
Le indagini sono state comunque ostacolate dalla forte omertà attorniante le figure criminali di rilievo indagate, poco inclini a collaborare con la giustizia perché ben lungi dal rischiare la propria vita o quella dei propri cari. Nonostante gli sforzi per far cessare gli omicidi e gli elogi per quanto fatto in merito, diversi personaggi importanti furono uccisi nel corso dell'attività investigativa in controtendenza a quanto sperato dalla task force.